# Critérium en ville de Bulle
Le Critérium en ville de Bulle est un critérium cycliste et une fête populaire qui a lieu au début de l'été à Bulle, dans le canton de Fribourg, en Suisse.

## Historique
Crée en 2019 par deux étudiants de l'École Professionnelle Artisanale et Industrielle de Fribourg, il a dès la première édition connu un franc succès. Après la première édition, un comité d'organisation de cinq jeunes a été créé pour pérenniser l'événement. En 2021, le comité a décidé d'organiser la course un samedi, après deux éditions en soirée le mercredi, afin de permettre la participation de davantage de catégories, y compris une course adaptée pour les handicapés. Pour la quatrième édition la course est passée au niveau national, avec une boucle légèrement différente de 840 m. La fédération ukrainienne est notamment présente avec une dizaine de coureurs.

## Parcours
La course se déroule sur une boucle de 800 m en plein cœur de la ville de Bulle. En fonction de leur catégorie, les coureurs la parcourent entre 15 et 30 fois. Sur la place du marché se situe la zone festive de la manifestation, avec un bar, un snack ainsi qu'un speaker. 

## Vainqueurs
| Date              | Hommes                 | Temps           | Femmes                   | Temps       |
| ----------------- | ---------------------- | --------------- | ------------------------ | ----------- |
| 3 juillet 2019    | Arnaud Hertling (SUI)  | 34 min 09 s     | Ilona Chavaillaz (SUI)   | 25 min 50 s |
| 1er juillet 2020  | Guillaume Gachet (SUI) | 34 min 48 s     | Charline Fragnière (SUI) | 25 min 34 s |
| 24 juillet 2021   | Antoine Aebi (SUI)     | 33 min 24 s     | Estelle Perriard (SUI)   | 24 min 54 s |
| 16 juillet 2022   | Olivier Mattheis (SUI) | 1 h 03 min 05 s | Léa Stern (SUI)          | 48 min 48 s |
| 2023              | annulé                 | annulé          | annulé                   | annulé      |
| 2024              | annulé                 | annulé          | annulé                   | annulé      |
| 18 septembre 2025 |                        |                 |                          |             |